# Comiket

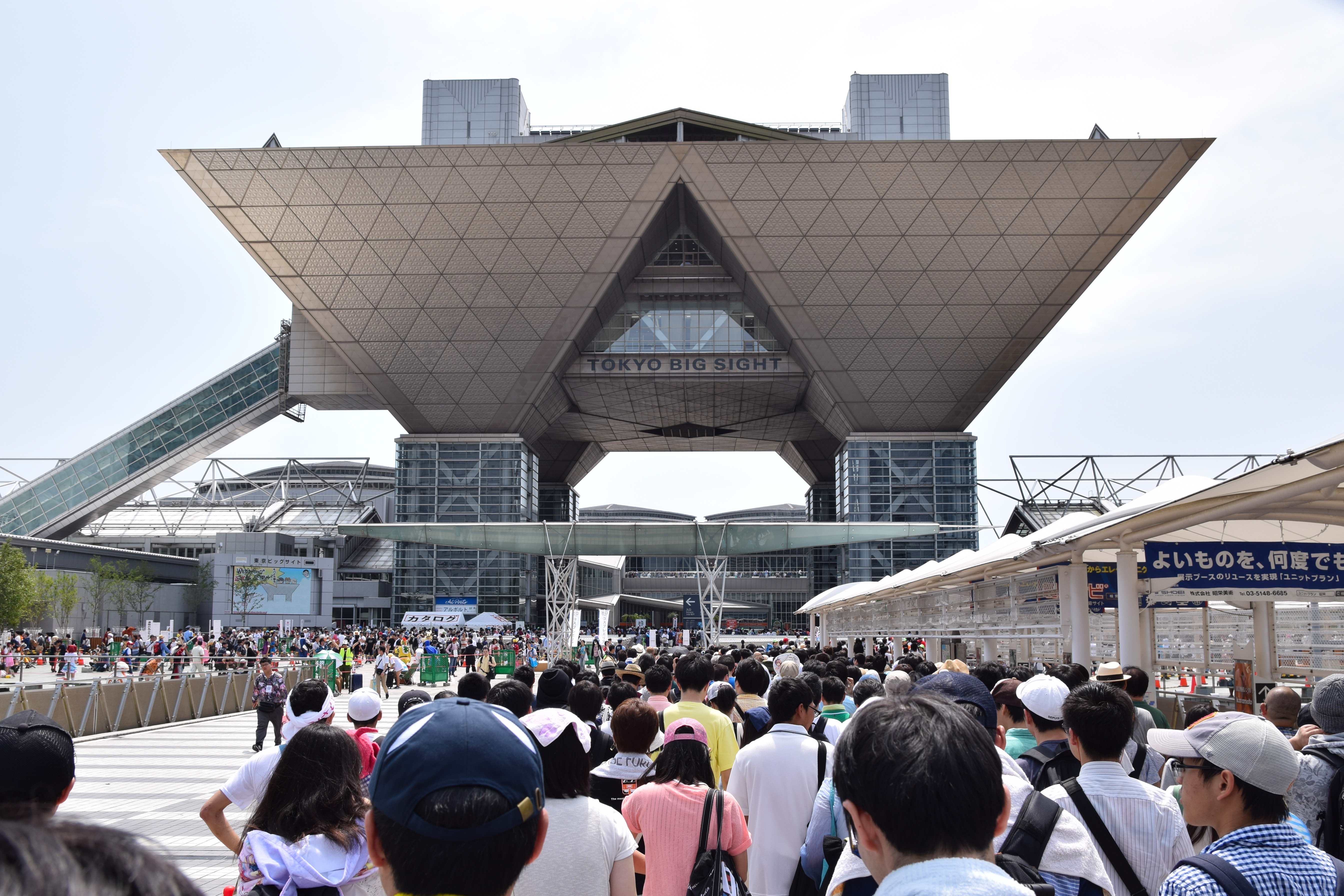
Cola de entrada al Comiket 90 en agosto de 2016.

El Comic Market (コミックマーケット Komikku Māketto?), o más conocido como Comiket (コミケット Komiketto?) es una convención bianual de dōjinshi, que se realiza en Tokio en agosto y diciembre durante tres días por edición en donde más de medio millón de personas asisten a este festival.
Los artistas profesionales como aficionados se reúnen para compartir sus últimas obras, los dibujantes aficionados tienen la oportunidad de publicar sus trabajos y venderlos, también se vende software doujin (videojuegos y software de computadora), música doujin, novelas doujin y ropa doujin hecha por artistas aficionados que buscan compartir sus diseños únicos, muchos de los dibujantes forman grupos o "círculos" de fanes y publican revistas para mostrar su trabajo a otros aficionados, la mayoría de los doujin vendidos en comiket son parodias de obras de anime y manga existentes pero también hay creaciones originales, algunos consiguen altas cotas de popularidad hasta el punto de poder entrar en el mercado comercial y dibujar para una empresa. Así, dibujantes como Rumiko Takahashi y las CLAMP empezaron dibujando dôjinshi que luego mostraron en Comiket. Algunos dibujantes publican dōjinshi para comiket después de entrar en el mundo profesional, por amor al arte y la libertad de expresión que muchas veces no encuentran en sus obras comerciales, finalmente en comiket se encuentran tendencias que a menudo se reflejarán más tarde en el manga y el anime comercial.
Comiket comenzó con 30 puestos y un público de 700 u 800 personas, pero actualmente el número de grupos o círculos de artistas o estudios de fanes asciende a 35 000, organizado y operado por el Comic Market Committee en Tokyo Big Sight, (Centro Internacional de Exposiciones de Tokio) aproximadamente por edición asiten 590 000 personas al evento, comiket alberga 190 stands corporativos al año. Esto incluye las grandes empresas comerciales, como los estudios de videojuegos y los editores de manga, como las sesiones para conocer a celebridades, algunos círculos pueden vender varios miles de copias de sus libros en cada comiket, los círculos deben proporcionar una muestra de cualquier título que deseen distribuir en el evento al comité del comiket, los delegados han archivado títulos de muestra desde la primera edición en 1975, más de 2 100 000 títulos almacenados en un almacén especialmente construido en la prefectura de Saitama, estos números siguen mostrando una tendencia ascendente, también es muy común el cosplay, para usar cosplay, se debe usar el vestuario en Tokyo Big Sight y se recomienda no ir al evento disfrazado.

## Datos sobre Comiket

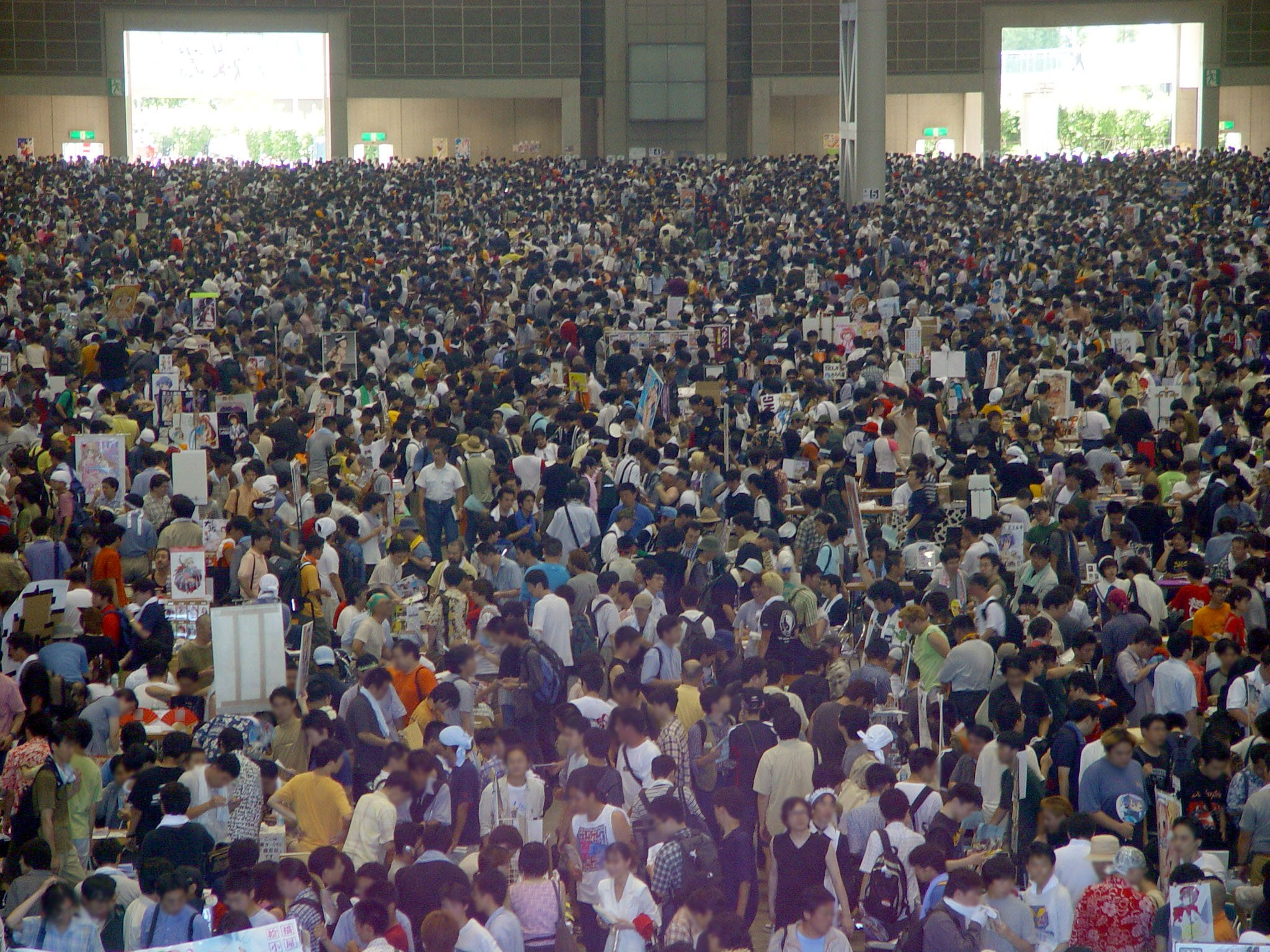
Público en el Comiket 62.

### Fecha y lugar

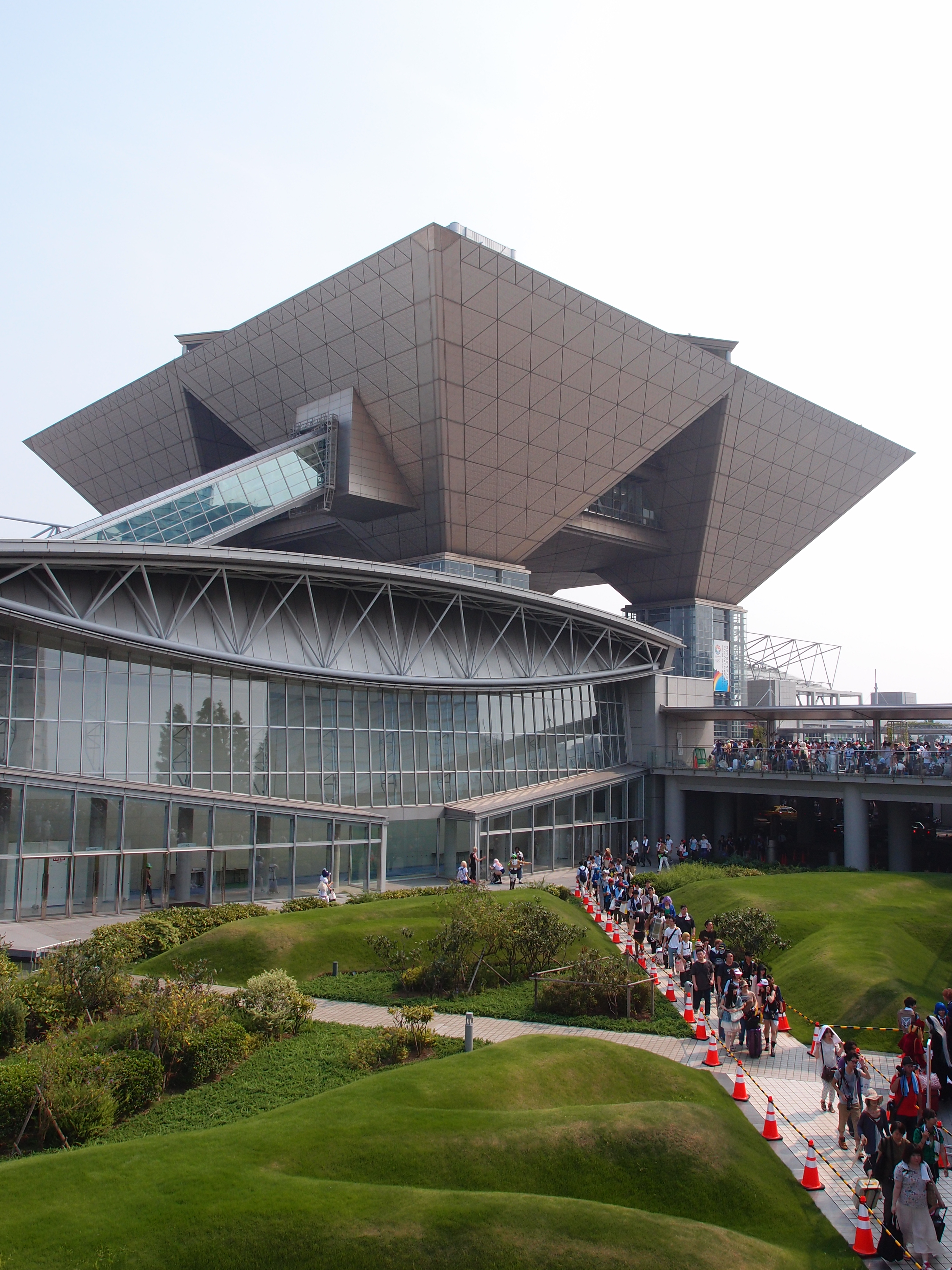
Cosplay @ Comiket 84 - verano 2013 @ Tokyo Big Sight.

Este evento es la convención de fanes más grande del mundo Tiene lugar dos veces al año durante tres días en cada edición; una vez en agosto y otra en diciembre. Estas ediciones se conocen, respectivamente, como Comiket de Verano y Comiket de Invierno.
Se celebra actualmente en el centro de convenciones Tokyo Big Sight cerca de Odaiba (Tokio) desde 1996. Las puertas se abren al público a las 10 de la mañana. Debido a las largas colas que se forman. Ambos eventos se llevan a cabo todos los días de 10:00 aM. a 4:00 pM., con cabinas corporativas abiertas hasta las 5:00 p. m. y toda la convención cerrará una hora antes del último día del evento.
Comiket es conocido en el extranjero como un evento que representa la cultura otaku de Japón debido al intercambio de imágenes locales en las redes sociales y servicios para compartir videos, así como la aparición de Comiket en el anime. También hay información de que un pequeño porcentaje de todos los participantes de Comiket son extranjeros.

### Visión
El 21 de diciembre de 1975: la convención de Doujinshi " 1st Comic Market " está planificada y patrocinada por el grupo de críticos "Labyrinth '75" con el propósito de construir un lugar donde los fanáticos del manga puedan interactuar creativamente. El lugar es la sala de reuniones Japan Fireworks Hall (Toranomon, Tokio), con 32 círculos participantes y alrededor de 700 participantes. Los participantes en ese momento eran principalmente estudiantes de secundaria y preparatoria que eran fanáticos del manga shojo, círculos creativos de manga que siguen el flujo de la revista de manga " COM " y grupos de estudio de manga en universidades femeninas.

### Catálogo de Comic Market
El catálogo tiene el tamaño aproximado de una pequeña guía telefónica, y contiene información sobre los distintos círculos que participan en el evento, planos del centro de convenciones con direcciones sobre cómo entrar y salir, reglas de comportamiento y una foto o dos por cada círculo. Las imágenes son de gran ayuda, sobre todo para los turistas que no saben japonés, ya que este es el único idioma en que se publica el catálogo. También existe una versión en CD-ROM.

### Filantropía
Desde 1993, ComiketPC ha donado más de 60 millones de yens a la gestión forestal sostenible para compensar el papel utilizado en la producción de dōjinshi. Desde 2007, ComiketPC ha trabajado con la Cruz Roja Japonesa para organizar vehículos de sangre en los eventos de Comiket y los donantes recibieron carteles exclusivos de Comiket que representan personajes de anime y videojuegos. La Cruz Roja recibe aproximadamente 1.500 donaciones de sangre en cada Comiket.

### Reglas de comportamiento
Las reglas generales de comportamiento están indicadas en el catálogo y son de cierto sentido común:
- No correr. Hay mucha gente frente a la puerta cuando suena el timbre, con lo que el riesgo de ser arrollado y pisoteado por otros visitantes es muy real y puede dar lugar a heridas graves.
- No ponerse a la cola horas antes de la convención. Las "fiestas" anteriores a la convención han sido motivo de quejas entre los residentes de la zona en años anteriores.
- No sacar fotografías de los cosplayers fuera del lugar indicado o sin su consentimiento.

Existen otras reglas que se aplican a los cosplayers:
- No pasear en las calles con cosplay, debes vestirte en el lugar indicado.
- No llevar artículos afilados.
- No llevar grabadoras, sonido.

## Historia
A principios de la década de 1970, se pusieron a disposición del público en general medios de impresión offset y fotocopiadoras baratos, lo que permitió una reproducción y distribución más económica de manga amateur, así como de textos políticos y literarios. Las nuevas tecnologías permitieron el nacimiento de pequeñas imprentas y editoriales a través de las cuales personas de todas las clases y medios podían imprimir y reproducir su obra sin tener que recurrir a las grandes editoriales. Esta producción cultural alternativa se denominó minikomi (mini comunicación) como alternativa a la comunicación de masas (masukomi). Las formas más comunes de minikomi en Japón, habría sido manga amateur. 
En 1975 un grupo de jóvenes estudiantes de la Universidad de Meiji, apasionados por el manga, Yoshihiro Yonezawa, Teruo Harada y Jun Aniwa fundaron un club dōjin para promover el desarrollo y difusión del manga aficionado. El objetivo era crear un gran encuentro público, que se celebraría varias veces al año, donde el manga amateur pudiera encontrar mercado y difusión.
El primer Comiket se realizó en diciembre de 1975, participaron 32 clubes con una asistencia de 600 personas. Estas cifras crecieron paulatinamente entre 1975 y 1986, con un aumento exponencial entre 1986 y 1992. En los primeros diez años el comiket se realizaba tres días al año, con el crecimiento de la audiencia, el evento fue reprogramado en dos fines de semana diferentes en agosto y diciembre en el centro de exposiciones Harumi de Tokio. A mediados de la década de 1970, cuando la reunión era relativamente pequeña, muchos artistas aficionados se convirtieron en profesionales, entre ellos: Hisaichi Ishii, Saimon Fumi y Rumiko Takahashi. A medida que crecía el medio aficionado, en la década de 1980 cada vez menos artistas aficionados llegaban a la producción comercial. Sin embargo, su existencia propició el nacimiento de nuevos clubes en colegios, universidades y aficionados en casi todo el país. Los teóricos han desarrollado la idea de que este tipo de subculturas pueden operar como "economías culturales en la sombra", ofendiendo a los individuos que carecen de una educación oficial y el consiguiente estatus social para acceder a un mundo alternativo donde puedan expresarse, compararse, crecer. A lo largo de los años, el Comiket se ha convertido en una estructura central del medio del manga amateur.
| Edición | Fecha                      | Observaciones        | Enlace externo |
| ------- | -------------------------- | -------------------- | -------------- |
| 30      | 10 de agosto de 1986       |                      |                |
| 31      | 27-28 de diciembre de 1986 |                      |                |
| 32      | 8-9 de agosto de 1987      |                      |                |
| 33      | 26-27 de diciembre de 1987 |                      |                |
| 34      | 13-14 de agosto de 1988    |                      |                |
| 35      | 25-26 de marzo de 1989     | Comiket de primavera |                |
| 36      | 13-14 de agosto de 1989    |                      |                |
| 37      | 23-24 de diciembre de 1989 |                      |                |
| 38      | 18-19 de agosto de 1990    |                      |                |
| 39      | 23-24 de diciembre de 1990 |                      |                |
| 40      | 16-17 de agosto de 1991    |                      |                |
| 41      | 29-30 de diciembre de 1991 |                      |                |
| 42      | 15-16 de agosto de 1992    |                      |                |
| 43      | 29-30 de diciembre de 1992 |                      |                |
| 44      | 15-16 de agosto de 1993    |                      |                |
| 45      | 29-30 de diciembre de 1993 |                      |                |
| 46      | 7-8 de agosto de 1994      |                      |                |
| 47      | 29-30 de diciembre de 1994 |                      |                |
| 48      | 18-20 de agosto de 1995    |                      |                |
| 49      | 29-30 de diciembre de 1995 |                      |                |
| 50      | 3-4 de agosto de 1996      |                      |                |
| 51      | 28-29 de diciembre de 1996 |                      |                |
| 52      | 15-17 de agosto de 1997    |                      | Reseña         |
| 53      | 28-29 de diciembre de 1997 |                      |                |
| 54      | 14-16 de agosto de 1998    |                      |                |
| 55      | 29-30 de diciembre de 1998 |                      |                |
| 56      | 13-15 de agosto de 1999    |                      |                |
| 57      | 24-26 de diciembre de 1999 |                      |                |
| 58      | 11-13 de agosto de 2000    |                      |                |
| 59      | 29-30 de diciembre de 2000 |                      |                |
| 60      | 10-12 de agosto de 2001    |                      |                |
| 61      | 29-30 de diciembre de 2001 |                      |                |
| 62      | 9-11 de agosto de 2002     |                      | Imágenes       |
| 63      | 28-30 de diciembre de 2002 |                      | Información    |
| 64      | 15-17 de agosto de 2003    |                      |                |
| 65      | 28-30 de diciembre de 2003 |                      | Información    |
| 66      | 13-15 de agosto de 2004    |                      |                |
| 67      | 29-30 de diciembre de 2004 |                      |                |
| 68      | 12-14 de agosto de 2005    |                      |                |
| 69      | 29-30 de diciembre de 2005 |                      |                |
| 70      | 11-13 de agosto de 2006    |                      |                |
| 71      | 29-31 de diciembre de 2006 |                      |                |
| 72      | 17-19 de agosto de 2007    |                      |                |
| 73      | 29-31 de diciembre de 2007 |                      |                |
| 74      | 15-17 de agosto de 2008    |                      |                |
| 75      | 28-30 de diciembre de 2008 |                      |                |
| 76      | 14-16 de agosto de 2009    |                      |                |
| 77      | 29-31 de diciembre de 2009 |                      |                |
| 78      | 13-15 de agosto de 2010    |                      |                |
| 79      | 29-31 de diciembre de 2010 |                      |                |
| 80      | 12-14 de agosto de 2011    |                      |                |
| 81      | 29-31 de diciembre de 2011 |                      |                |
| 82      | 10-12 de agosto de 2012    |                      |                |
| 83      | 29-31 de diciembre de 2012 |                      |                |
| 84      | 10-12 de agosto de 2013    |                      |                |
| 85      | 29-31 de diciembre de 2013 |                      |                |
| 86      | 15-17 de agosto de 2014    |                      |                |
| 87      | 28-30 de diciembre de 2014 |                      |                |
| 88      | 14-16 de agosto de 2015    |                      |                |
| 89      | 29-31 de diciembre de 2015 |                      |                |
| 90      | 12-14 de agosto de 2016    |                      |                |
| 91      | 29-31 de diciembre de 2016 |                      |                |
| 92      | 11-13 de agosto de 2017    |                      |                |
| 93      | 29-31 de diciembre de 2017 |                      |                |
| 94      | 10-12 de agosto de 2018    |                      |                |
| 95      | 29-31 de diciembre de 2018 |                      |                |
| 96      | 9-12 de agosto de 2019     |                      |                |
| 97      | 28-31 de diciembre de 2019 |                      |                |
| 98      | 2020                       | Cancelada            |                |
| 99      | 30-31 de diciembre de 2021 |                      |                |
| 100     | 13-14 de agosto de 2022    |                      |                |
| 101     | 30-31 de diciembre de 2022 |                      |                |
| 102     | 12-13 de agosto de 2023    |                      |                |
| 103     | 30-31 de diciembre de 2023 |                      |                |
| 104     | 11-12 de agosto de 2024    |                      |                |